# アラブ首長国連邦の競馬

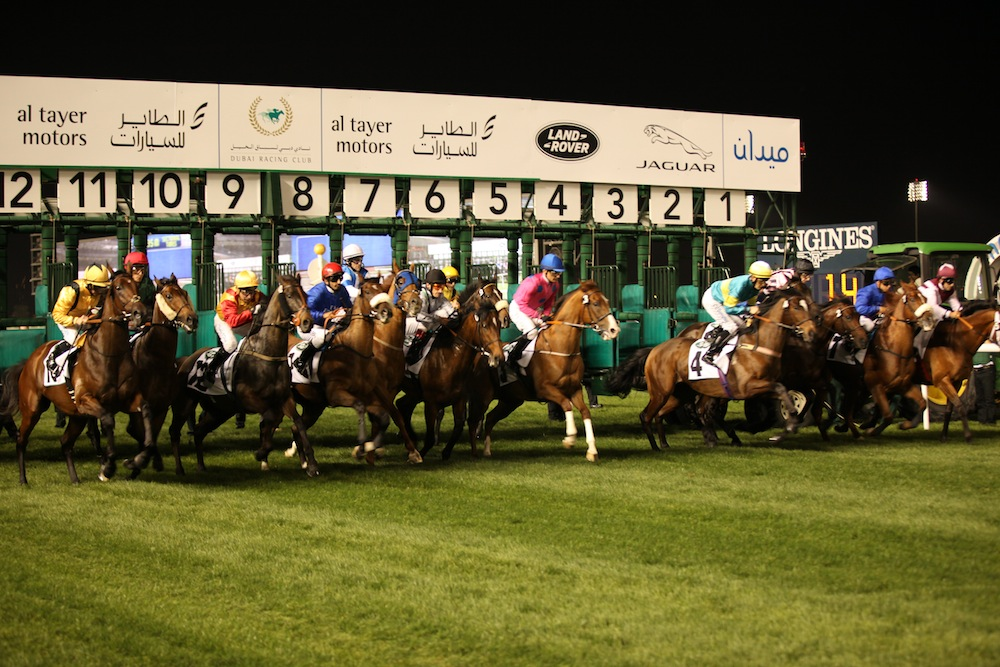
メイダン競馬場（ドバイ）

アラブ首長国連邦の競馬では、アラブ首長国連邦において行われている競馬について記述する。

## 歴史
- 1969年 ドバイに競馬場（デイラ競馬場）が建設された。
- 1981年 正式に制定された規則に基づく西洋式の競馬が初めて行われた。
- 1986年 ナド・アルシバ競馬場が建設された。
- 1991年 競馬統括機関のエミレーツ競馬協会が発足し、ナド・アルシバ競馬場において競馬が行われるようになった。
- 1993年から1995年にかけてドバイ国際騎手チャレンジが開催された。
- 1996年 ナド・アルシバ競馬場において世界最高賞金レースである第1回ドバイワールドカップが行われ、まもなく同レースを中心としたドバイワールドカップミーティング、さらにはその前哨戦としてのスーパーサタデーが行われるようになった。
- 2010年 メイダン競馬場が開場された。

## 特徴
- アラブ首長国連邦においてはイスラム教が国教とされている。宗教上の理由から馬券の発売は禁止されており、優勝馬を当てるゲームが行われ的中者に賞金や賞品が贈呈される。

- 夏は気候（気温）の問題から競馬の開催が困難となるため、レースは冬季（おおむね11月から3月にかけて）に行われる。

- サラブレッドによる競走以外に、アラブ種（純血アラブ）による競走も行われている。

- 国内でも特にドバイのレベルが高く、サラブレッドが出走する重賞のほぼ全てがドバイで開催されている[1]。

- サラブレッドの生産はほとんど行われておらず、2015年の生産頭数はわずか2頭のみである[1]。

## 主な競走
- ファッションフライデー（1月第4週の金曜日）
  - UAE2000ギニー
  - アルファヒディフォート
  - ファイアブレークステークス
  - ブルーポイントスプリント
  - マクトゥームチャレンジ
  - ジェベルハッタ
  - アルシンダガスプリント
- スーパーサタデー（3月第1週の土曜日）
  - バージナハール
  - ナドアルシバターフスプリント
  - ドバイシティーオブゴールド
  - マクトゥームクラシック
  - ラスアルホール
  - マハーブアルシマール
- ドバイワールドカップミーティング（4月第1週の土曜日）
  - ドバイカハイラクラシック（純血アラブG1）
  - ゴドルフィンマイル
  - ドバイゴールドカップ
  - アルクォズスプリント
  - UAEダービー
  - ドバイゴールデンシャヒーン
  - ドバイターフ
  - ドバイシーマクラシック
  - ドバイワールドカップ
- ケープヴェルディステークス
- ザビールマイル
- ドバイミレニアムステークス
- バランシーンステークス
- UAE1000ギニー
- UAEオークス
- ナショナルデーカップ（純血アラブG1）
- UAE大統領カップ（純血アラブG1）
- リワオアシス（純血アラブG1）
- エミレーツチャンピオンシップ（純血アラブG1）

## 日本への遠征
詳細は「海外調教馬による日本への遠征」を参照

## 競馬場
- ジェベル・アリ競馬場（ドバイ）
- デイラ競馬場（ドバイ）
- メイダン競馬場（ドバイ）
- アブダビ競馬場（アブダビ）
- ガントゥート競馬場（アブダビ）
- シャルジャ競馬場（シャルジャ）